# Пикко Луиджи Амедео
Пикко Луиджи Амедео (итал. Picco Luigi Amedeo) — вершина в горном массиве Монблан в Альпах в Италии в провинции Валле-д’Аоста высотой 4469 метров над уровнем моря.

## Физико-географическая характеристика
Вершина Пикко Луиджи Амедео расположена в горном массиве Монблан на гребне Бруйар (фр. Brouillard). Ближайшей вершиной, превосходящей Пикко Луиджи Амедео по высоте, является вершина Монблан-де-Курмайёр высотой 4748 метров, расположенная в 840 метрах на северо-северо-восток. В 1994 году UIAA при составлении списка горных вершин-четырёхтысячников Альп поместил Пикко Луиджи Амедео в основной список. В списке UIAA Пикко Луиджи Амедео является тринадцатой по высоте вершиной Альп.

## История восхождений
Первое восхождение на Пикко Луиджи Амедео было совершено 18—20 июля 1901 года, Джузеппе и Джиованни Гуглиерминами и горным гидом Жозефом Брошрелем по гребню Бруйар. Авторы первого восхождения назвали вершину в честь итальянского принца Луиджи Амедео. 11 августа 1911 года Карл Блодиг, Г. О. Джонс, Джордж Янг и Йозеф Кнубель совершили второе восхождение по гребню Бруйар через перевал Эмиля Рэя.

## Маршруты восхождений
Все маршруты восхождения на Пикко Луиджи Амедео являются сложными. Маршруты, проходящие по гребню Бруйар, оцениваются IV—V категорией сложности по классификации UIAA, другие маршруты также имеют IV и выше категории сложности.